# شهرستان لوگان، اکلاهما
لوگان (به انگلیسی: Logan) شهرستانی در ایالت اکلاهما است. در سرشماری سال ۲۰۱۲، جمعیت این شهرستان ۴۳٬۶۶۶ نفر اعلام شد. مرکز لوگان شهر گاتری است. شهرستان لوگان در سال ۱۸۹۰ تأسیس شد.

## جغرافیا
طبق اداره آمار آمریکا، این شهرستان مساحتی در حدود ۱٬۹۴۰ کیلومتر مربع دارد.

### شهرها
- اورلاندو
- کویل
- کشیون
- سیمران سیتی
- کرسنت
- لنگستن
- مارشال
- مریدیان
- مولهال
- سیدر ولی